# Чернат (Долж)
Чернат (рум. Cernat) насеље је у Румунији у округу Долж у општини Сопот. Oпштина се налази на надморској висини од 168 m.

## Становништво
Према подацима из 2002. године у насељу је живело 121 становника, од којих су сви румунске националности.